# NGC 2656
NGC 2656 (również PGC 24707) – galaktyka eliptyczna (E-S0), znajdująca się w gwiazdozbiorze Wielkiej Niedźwiedzicy. Odkrył ją John Herschel 10 lutego 1831 roku. Jest to najjaśniejsza galaktyka klastra.